# Нейроэтология

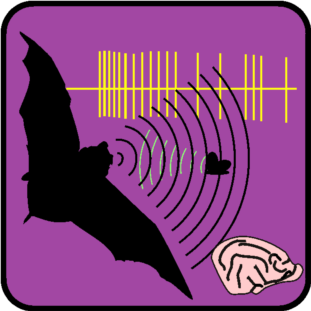
Эхолокация у летучих мышей — одна из моделей систем в нейроэтологии.

Нейроэтология — эволюционный и сравнительный подход к изучению поведения животных, сфокусированный на процессах в нервной системе, сопровождающих то или иное поведение. Это междисциплинарная наука стремится понять, как центральная нервная система переводит реакцию на биологически значимые раздражители в естественное поведение. Например, многие летучие мыши способны к эхолокации, которая используется для захвата добычи и навигации. Слуховая система летучих мышей часто приводится в качестве примера того, как акустические свойства звуков могут быть преобразованы в сенсорные карты. Нейроэтологи надеются раскрыть общие принципы работы нервной системы с помощью изучения поведения животных.
Как следует из названия, нейроэтология представляет собой многопрофильную науку на стыке нейробиологии (изучение нервной системы) и этологии (изучение поведения в естественных условиях). Особенностью данной области является акцент на естественное поведение.